# کارل برادشاو (بازیکن فوتبال)
کارل برادشاو (انگلیسی: Carl Bradshaw؛ زادهٔ ۲ اکتبر ۱۹۶۸) بازیکن فوتبال اهل بریتانیا است.
از باشگاه‌هایی که در آن بازی کرده‌است می‌توان به باشگاه فوتبال شفیلد ونزدی، باشگاه فوتبال بارنزلی، باشگاه فوتبال اسکانتورپ یونایتد، باشگاه فوتبال شفیلد یونایتد، باشگاه فوتبال نوریچ سیتی، باشگاه فوتبال آلفرتون تاون، باشگاه فوتبال منچستر سیتی، و باشگاه فوتبال ویگان اتلتیک اشاره کرد.